# Hiroshi Minami (Diplomat)

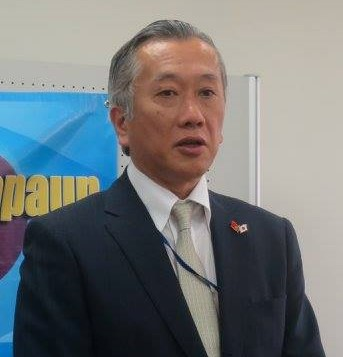
Hiroshi Minami in Osttimor (2017)

Hiroshi Minami (jap. 南 博; * 1. Mai 1959) ist ein japanischer Diplomat. Nach verschiedenen Tätigkeiten beim japanischen Ministerium für Auswärtige Angelegenheiten und als Diplomat, unter anderem bei den Vereinten Nationen, war Minami von 2017 bis 2019 japanischer Botschafter im südostasiatischen Staat Osttimor.

## Werdegang
Minami hat einen Bachelortitel in Jura der Universität Tokio und einen Mastertitel in Wirtschaft der britischen University of Cambridge inne.
Im April 1983 begann Minami seine Arbeit für das japanische Außenministerium. Von Oktober 1998 bis August 1999 war er Privatsekretär für den stellvertretenden Ministers für Auswärtiges in den Botschaften in London und Peking. Danach hatte er bis Februar 2001 das Amt des stellvertretenden Direktors der Koordinierungsabteilung im Sekretariat des Außenministers inne. Als Direktor für den Gipfel der G8 war Minami von März bis August 2001 tätig. in diese Zeit fand der G8-Gipfel in Genua statt. Danach war er bis Juli 2003 Direktor der zweiten Abteilung Westeuropa im Büro für Europäische Angelegenheiten im Außenministerium. Danach wechselte Minami als Direktor der Abteilung Verwaltung der Vereinten Nationen das Department für Multilaterale Kooperation. Von August 2004 bis Dezember 2005 folgte der Posten des Direktors der Abteilung Politik zu globalen Angelegenheiten beim gleichnamigen Department des Außenministeriums und von Dezember 2005 bis Januar 2008 des Ministers, verantwortlich für Menschenrechte, humanitären Angelegenheiten und spezialisierten Agenturen bei der Ständigen Vertretung Japans in Genf. Von Januar 2008 bis Juni 2010 war Minami Chef der Botschaftskanzlei der japanischen Botschaft in Russland und von Juni 2010 bis Januar 2012 Berater des Kabinettsekretäriats. Dem folgte bis Januar 2014 der Posten des stellvertretenden Generaldirektors für globale Angelegenheiten im Außenministerium. Ab August 2014 war Minami bis 2017 stellvertretender ständiger Vertreter Japans bei den Vereinten Nationen im Range eines Botschafters.
Am 18. Oktober 2017 übergab Minami seine Akkreditierung als japanischer Botschafter in Osttimor an Präsident Francisco Guterres. Minami folgte damit Eiji Yamamoto auf den Posten in Dili. Minamis Amtszeit endete 2019. Sein Nachfolger wurde Masami Kinefuchi.